# Österreichische Kuvertindustrie
Die Österreichische Kuvertindustrie Ges.m.b.H. (ÖKI) ist ein österreichisches Produktionsunternehmen am Standort Hirm im Burgenland.

## Geschichte

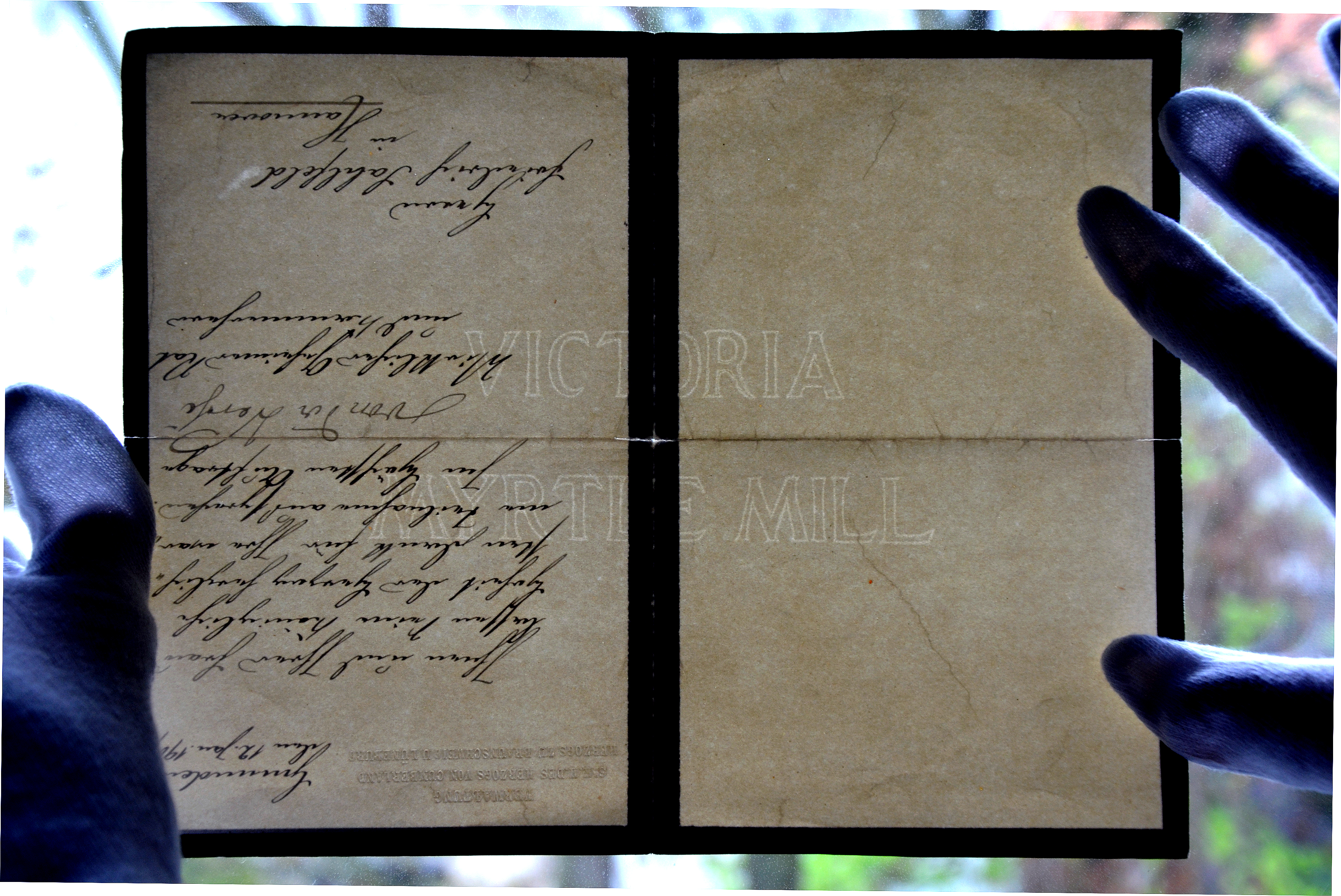
Wasserzeichen VICTORIA MYRTLE MILL. Blatt, 1907 genutzt anlässlich einer Danksagung für die Beileidsbekundungen zum Tod von Marie, exilierte Königin von Hannover

Die jetzige Österreichische Kuvertindustrie Ges.m.b.H. wurde bereits 1857 in Wien gegründet, und zwar von David Rudolf Pollak. Kuverts wurden zu diesem Zeitpunkt noch aus dem Ausland bezogen. Der Firmen-Fama zufolge hatte der Gründer damals Kuverts noch von Hand hergestellt, bis dann 1865 die erste Kuvertmaschine von ihm nach Wien gebracht wurde. Gemeinsam mit seinen beiden Söhnen Friedrich und Alois gelang es dem Gründer dieser ältesten österreichischen Kuvertfabrik, die ausländische Konkurrenz nicht nur erfolgreich zu bekämpfen, sondern darüber hinaus Exporte in alle civilisirten Theile der Erde zu tätigen. 
Im Jahre 1867 hatte Friedrich Pollak, ein Sohn des Gründers, die damals revolutionierende Idee, Briefpapier konfektioniert herzustellen, d. h. Papier und Kuverts aus demselben Papier zu schneiden und in entsprechende Schachteln verpackt, anzubieten. Dies war der Beginn einer Blütezeit der Papier-Confection. Die Söhne des Gründers wurden kaiserliche Räthe und Commerzialräthe und der Betrieb, die als D.R. Pollak & Söhne Wien registrierte Briefcouvert- und Papierwaarenfabrik, wurde wegen seiner modernen Sozialeinrichtungen 1891 in den Mittheilungen des gewerbehygienischen Museums in Wien mehrmals lobend erwähnt.
Wie bedeutend die Myrtle Mill wirklich war, geht daraus hervor, dass schon vor dem Ersten Weltkrieg zwei Geschäftsreisende den Vorderen Orient besuchten und Exporte bis nach Kairo getätigt wurden. Auch in der Zwischenkriegszeit wurde u. a. in das Vereinigte Königreich und die USA exportiert; so kam es, dass nach dem Zweiten Weltkrieg Einkäufer australischer Department Stores nach dem alten Lieferanten Myrtle Mill fragten.
Der ursprüngliche Firmensitz an der Oberen Donaustraße 93 (Schoellerhof) wurde am 1. Mai 1874 in die Myrthengasse 13 verlegt. Ein historisches Relikt war auch das vordere Gebäude an der Myrthengasse. Das aus einem alten Kloster und Hospital bestehende Objekt soll schon während der zweiten Türkenbelagerung Wiens 1683 eine große Rolle gespielt haben. Jedenfalls weiß man, dass das Zelt des türkischen Großwesirs und Oberbefehlshabers Kara Mustafa unweit dieses Gebäudes aufgestellt wurde. Den Besuchern konnte man noch bis zur Übersiedlung des Betriebes ins Burgenland stolz die Türkenkugel
zeigen, die im alten Gemäuer steckte. 
Der damalige Firmenname Myrtle Mill leitete sich von der Myrthengasse (Myrthe = engl. myrtle) her. Laut Firmen-Überlieferung soll die Familie Pollak zu diesem Zeitpunkt drei Betriebe besessen haben, einen in Wien, einen in Prag und einen in Agram. Um sie voneinander zu unterscheiden, wurde jeweils der Straßenname des Firmensitzes in Verbindung mit Mill verwendet.
Als Österreich 1938 von der politischen Landkarte verschwand, endete auch die über 80-jährige erfolgreiche Führung der Myrtle Mill durch die Gründerfamilie. Erst nach Kriegsende wurde Myrtle Mill – Frank Polk & Co. wieder von Familienmitgliedern übernommen. Wie vorher wurden Briefumschläge sowie Geschäftsbücher
und Druckereibedarf in höchster Qualität hergestellt. Mit fast 60 Beschäftigten wurden quasi als Erstauftrag für die russische Besatzungsmacht waggonweise Schulhefte und Briefumschläge am traditionellen Fabrikstandort Myrthengasse 11–13 erzeugt. 1957 zum 100-jährigen Jubiläum war Myrtle Mill bereits wieder zu den führenden Fabriken für Geschäftsbücher, Geschäftsausstattung und Couvertfabrikaten geworden.

### Phase raschen Wachstums
Nachdem Frank Pollak bei einem Autounfall umkam, wurde Myrtle Mill von seiner Witwe 1964 verkauft, an einen Finanzinvestor, der die Geschicke einer Firmengruppe mit Myrtle Mill als Kern bis zum Jahr 1998 prägte. Da durch die Aufstockung und Modernisierung des Maschinenparks die Räumlichkeiten für die neuen und großen Maschinen in der Myrthengasse zu klein wurden, erfolgte 1972 die Übersiedlung der Produktion in das Burgenland, und zwar nach Neufeld an der Leitha, in die Fabrik der ehemaligen HITIAG. Der Markt für Papierausstattungen und Kuverts wurde durch die Übernahme meist gewerblicher Betriebe weiter konsolidiert. Dies erfolgte 1976 durch zwei wichtige Übernahmen – die des Papierausstatters Robert Volk, ehemalige Theyer & Hardtmuth Margaret Mill, die im 19. Jahrhundert der wesentliche Mitbewerber von Myrtle Mill Pollak & Söhne war, und der Kuvertfabrik Heinrich Richter. Im selben Jahr zog dann auch das Zentralbüro von der Myrthengasse in die Räumlichkeiten der Kuvertfabrik Heinrich Richter an der Kirchstettnergasse 6, in Wien 16. Damit begann für das damalige Management ein neues Kapitel der Firmengeschichte. Neben den beiden oben erwähnten Firmen Volk und Richter und der bereits im Jahre 1965 übernommenen Heinrich Sachs wurden im Laufe der Zeit eine stattliche Anzahl von Betrieben zur Abrundung und zum Ausbau der Produktpalette von der Myrtle Mill erworben und im Sinne der Wirtschaftlichkeit mit der Mutter fusioniert. Unter anderen KARAT Feuerzeuge und Alben; ESCO J. Sturz & Co Drahtklammern; Hans Chmela Vindobona Spitzmaschinen.
Zum 125-jährigen Jubiläum beschäftigte die Myrtle Mill rund 200 Mitarbeiter oder nahezu die doppelte Anzahl, wenn die Beschäftigten der Tochterfirma Sachs dazugezählt werden.
1980 kam es mit der Übernahme der Kuvertfabrik Eduard Smola zu einer Fusion, und zwar zur Österreichischen Kuvertindustrie Myrtle Mill Smola GesmbH, die dadurch doppelt so groß wurde. Später kam es zur letzten großen Fusion, die Österreichische Kuvertindustrie Myrtle Mill Smola GesmbH fusionierte mit der Roja Mill-Malek Kuvertfabriken GesmbH Daraus entstand die heutige ÖKI, die Österreichische Kuvertindustrie, Ges.m.b.H. Durch diese Fusionen war die damalige Produktionsstätte in Neufeld am Rande ihrer Kapazität und man entschloss sich 1989 zur Verlegung der gesamten Produktion nach Hirm. 

### Ostöffnung
Wegen der sich abzeichnenden weltpolitischen Änderungen, wie die Lockerung des Eisernen Vorhanges, gründeten die damaligen Eigentümer vorausschauend bereits 1989 eine Tochterfirma, die EURO Kft., um den ungarischen und osteuropäischen Markt zu bedienen. Die Öffnung der Ostgrenzen und der Eintritt Österreichs in die Europäische Union bedeutete nicht nur das Ende der quasi Monopolstellung für die Österreichische Kuvertindustrie, auch manche Entwicklungen im In- und Ausland, die übersehen wurden, führten 1998 schließlich zu einigen Turbulenzen. Die Anteile der ÖKI an der EURO Kft. wurden 2002 wieder verkauft.

### Aktuelles
Die Übernahme von ÖKI durch die Familie Hromatka brachte eine Zurückführung zu einem familiären Mittelbetrieb. Im Herbst 2007 wurde durch die Übernahme von Brevillier Urban & Sachs das PBS-Kleeblatt abgerundet. 
Die ÖKI hat heute eine Jahresproduktionskapazität von einer Milliarde Briefumschläge und ist darin österreichischer Marktführer.
Nachdem die Wahlwiederholung der Stichwahl des österreichischen Bundespräsidenten wegen sich auflösender Verschlüsse der Wahlkarten verschoben wurde, erhielt die ÖKI (vom bisherigen Auftragnehmer kbprintcom via Österreichische Staatsdruckerei) den Auftrag, Wahlkartenkuverts mit sich kuvert-klassisch überlappenden Laschen zu produzieren, wie sie bis vor einigen Jahren generell für Wahlkartenkuverts in Österreich üblich waren. Die Produktion der Stimmzettel sowie der Gesamtauftrag verblieb bei kbprintcom.